# 16 février
Pour les articles homonymes, voir Seize-Février.
16 janvier 16 mars
Chronologies thématiques
- Croisades
- Ferroviaires
- Sports
- Disney
- Anarchisme
- Catholicisme

Abréviations / Voir aussi
- (° 1852) = né en 1852
- († 1885) = mort en 1885
- a.s. = calendrier julien
- n.s. = calendrier grégorien
- Calendrier
- Calendrier perpétuel
- Liste de calendriers
- Naissances du jour

Le 16 février est le 47e jour de l'année du calendrier grégorien (il en reste ensuite 318, 319 lorsqu'elle est bissextile).
C'était généralement le 28 pluviôse du calendrier républicain ou révolutionnaire français, officiellement dénommé jour du cyclamen.

## Événements

### XIIesiècle
- 1147 : l'abbé Suger se voit confier la régence du royaume de France en l'absence de Louis VII parti en croisade.

### XIIIesiècle
- 1214 : Jean d'Angleterre "sans Terre" débarque à La Rochelle.
- 1270 : victoire du grand-duché de Lituanie sur l'Ordre Teutonique à la bataille de Karuse.

### XVIesiècle
- 1566 : compromis de Bréda.

### XVIIIesiècle
- 1723 : Louis XV de France est proclamé majeur, la parenthèse moins absolutiste de la Régence par Philippe d'Orléans s'achève donc.

### XIXesiècle
- 1804 : des fusiliers-marins américains pénètrent dans le port de Tripoli et incendient la frégate américaine Philadelphia qui avait été capturée par la Régence de Tripoli[1].
- 1807 : bataille d'Ostrolenka.
- 1808 : l'armée de Napoléon entre en Espagne.
- 1862 : fin de la bataille de Fort Donelson.

### XXesiècle
- 1918 :
  - l'assemblée représentative lituanienne proclame l'indépendance de la Lituanie vis-à-vis de la Russie post-tsariste.
  - Le port anglais de Douvres est attaqué par un sous-marin allemand (fin de la Première Guerre mondiale neuf mois plus tard).
- 1932 : le Fianna Fáil dirigé par Éamon de Valera remporte les élections en Irlande.
- 1933 : la Tchécoslovaquie, la Roumanie et la Yougoslavie constituent la « Petite Entente » et créent un conseil permanent devant la menace allemande.
- 1934 : l'insurrection lancée à Vienne le 1er février par les sociaux-démocrates est écrasée par l'armée qui tire sur les militants de la LPR (ligue de protection de la République), branche armée du Parti social-démocrate (PSD) (bilan officiel dressé par la préfecture de police : 297 morts et 802 blessés).
- 1936 : le Front populaire gagne les élections en Espagne.
- Seconde Guerre mondiale de 1939 à 1945 :
  - en 1940, le premier Lord de l'Amirauté britannique Winston Churchill ordonne la mise hors de combat du navire allemand        l’Altmark dans un fjord de Norvège. Hitler piqué au vif va alors ordonner l'accélération des plans d'invasion du pays scandinave en dépit de sa neutralité, débouchant sur la Campagne de Norvège ;
  - en 1941, sur la proposition de la Société nationale des chemins de fer français (SNCF), le gouvernement français de Vichy prend un décret qui généralise à tout le territoire l'heure allemande, mesure qui explique que la France a toujours aujourd'hui une heure de décalage horaire avec l'Angleterre ;
  - en 1942, des sous-marins allemands attaquent des raffineries de pétrole à Aruba aux Antilles néerlandaises.
- En 1943 :
  - le gouvernement de Vichy crée le Service du travail obligatoire (STO) pour fournir de la main-d’œuvre à l'Allemagne ;
  - les forces soviétiques reprennent Kharkov ;
  - massacre du village de Domenikon en Grèce.
- 1945 : début de raids aériens massifs des Boeing B-29 de l'aviation américaine sur Tokyo.
- 1946 : Ottawa annonce l'arrestation de vingt suspects d'espionnage à la suite des révélations du commis au chiffre à l'ambassade soviétique Igor Gouzenko, onze personnes seront condamnées.
- 1948 : proclamation de la République populaire de Corée du Nord (date correspondant a l'anniversaire de naissance de son leader Kim Jong-il).
- 1949 : les Communes adoptent la Newfoundland Union Act prévoyant l'entrée de Terre-Neuve dans le Canada.
- 1953 : promulgation de pouvoirs spéciaux en Afrique du Sud dans le cadre de la loi sur la sécurité publique.
- 1956 : le XXe congrès du parti communiste soviétique rompt avec le stalinisme.
- 1959 : Fidel Castro devient chef du gouvernement cubain.
- 1961 : Chypre décide de demander son admission aux Nations unies.
- 1962 : des émeutes antigouvernementales éclatent à Georgetown (Guyane britannique).
- 1970 : l'Union soviétique annonce son intention d'apporter « toute l'aide dont ils auront besoin » aux pays arabes dans leur conflit avec Israël.
- 1985 : l'armée israélienne achève la première phase de son évacuation du Liban.
- 1986 :
  - le candidat du Parti socialiste Mário Soares est élu président de la République avec 51 % des voix au Portugal (première fois qu'un civil occupe la présidence du pays depuis 60 ans).
  - La France mène un raid aérien sur Ouadi Doum pendant le conflit tchado-libyen.
- 1989 : l'ami du président français François Mitterrand Roger-Patrice Pelat est inculpé dans l'affaire Pechiney pour « recel de délit d'initié ».
- 1990 :
  - adoption du drapeau de Hong Kong.
  - Les États-Unis autorisent anarchistes et communistes à pénétrer sur leur territoire national.
- 1992 : le gouvernement salvadorien et les représentants de la guérilla signent un accord de paix à Mexico mettant fin à douze années d'une guerre civile qui a fait 75 000 morts et ruiné le pays.
- 1994 : la Grèce interdit au commerce de la Macédoine de transiter par le port de Salonique.
- 2000 : le président allemand Johannes Rau demande pardon devant le Parlement israélien pour l'extermination de six millions de juifs durant la Seconde Guerre mondiale[2].

### XXIesiècle
- 2001 :
  - attentat meurtrier contre des pèlerins serbes au Kosovo (7 morts).
  - Des avions britanniques et américains bombardent cinq batteries de DCA irakiennes qui menaçaient l'aviation alliée autour de Bagdad (deux civils tués).
- 2005 : le parlement israélien vote définitivement le plan de désengagement de la bande de Gaza et de certaines colonies de Cisjordanie.
- 2011 : résolution no 1968 du Conseil de sécurité des Nations unies sur la situation en Côte d'Ivoire.
- 2015 :
  - Lee Wan-koo est nommé Premier ministre de Corée du Sud.
  - Rui Maria de Araújo est nommé Premier ministre du Timor oriental.

- 2020 : de nombreuses villes et villages de la banlieue ouest d'Alep dont Haritan, Anadan et Kfar Daël sont pris par l'armée arabe syrienne et ses alliés lors d'une offensive éclair.
- 2023 : en Moldavie, Dorin Recean est nommé Premier ministre.
- 2024 : en Russie, le leader d'opposition et prisonnier politique Alexeï Navalny (photo) meurt à la colonie pénitentiaire de Kharp[3].

## Arts, culture et religion
- 1848 : dernier concert de Frédéric Chopin à Paris.
- 1892 : Léon XIII publie au Vatican l'encyclique Au milieu des sollicitudes (Inter sollicitudines) en faveur du ralliement des catholiques aux gouvernements laïques.
- 1893 : le recueil de sonnets de José-Maria de Heredia Les Trophées suscite un tel enthousiasme à Paris que son édition est épuisée en quelques heures.
- 1940 : découverte à Tanis du caveau intact du pharaon Psousennès Ier de la XXIe dynastie par le Pr Montet, qui livre un trésor funéraire d'une grande richesse.
- 2019 : le film Synonymes de Nadav Lapid remporte l'Ours d'or de la Berlinale 2019 en Allemagne.

## Sciences et techniques
- 1785 : Lavoisier organise à Paris une expérience qu'il vient de mettre au point consistant en la décomposition de l'eau en dioxygène et en dihydrogène.
- 1932 : l'industriel normand Jean Mantelet dépose le brevet du « presse-purée ».
- 1937 : un brevet d'invention pour le nylon est accordé au Dr Wallace Carothers (selon une version[Laquelle ?], le mot Nylon vient des initiales du prénom des épouses des cinq chercheurs ayant participé à la mise au point de cette matière, son invention en tant que tel date du 28 février 1935).
- 1948 : innovation au journal américain New York Times qui transmet une édition via les ondes électromagnétiques pour une impression à distance.
- 1999 : dernière éclipse annulaire du XXe siècle.
- 2002 : une fuite radioactive dans la centrale nucléaire ukrainienne Khmelnytskyi de Kiev est détectée et colmatée après avoir provoqué une flaque d'eau d'environ 30 mètres carrés avec un niveau de radioactivité de 240 microroentgens/heure.

## Économie et société
- 1722 : élargissement des grands chemins et plantation d'arbres des deux côtés en France.
- 1863 : création du Comité international de la Croix-Rouge par le Suisse Henri Dunant.
- 1881 : la mission dirigée par Paul Flatters est massacrée par les Touaregs en Afrique saharienne[4].
- 1899 : mort du président de la République française en exercice Félix Faure dans les bras de sa connaissance Marguerite Steinheil.
- 1905 : le Sénat vote la loi fixant le service militaire à deux ans en France.
- 1922 : l'archevêque de Québec Mgr Paul-Eugène Roy s'oppose à des modifications de lois qui permettraient aux femmes de participer aux élections provinciales.
- 1968 : le numéro américain d'urgence téléphonique naît[5].
- 1970 : un train plonge dans un ravin au Nigeria provoquant 80 victimes ; 52 autres voyageurs qui ont été blessés seront tués dans l'accident impliquant le camion qui les transporte à l'hôpital[6].
- 1998 : les 196 passagers d'un Airbus A300-600 de la compagnie taïwanaise China Airlines et 6 personnes au sol perdent la vie alors que l'appareil s'écrase dans un secteur résidentiel près de l'aéroport international de Taipei.
- 2001 : le suspect numéro un de l'affaire des disparues de l'Yonne Émile Louis est mis en examen et placé en détention provisoire à 66 ans pour quatre viols et agressions sexuelles commis entre 1993 et 1996 dans le Var.
- 2003 : vol de 123 coffres du Diamond Center à Anvers pour un butin estimé à 110 millions d’euros.
- 2004 : le ministre de la Justice Dominique Perben inaugure au sein du CHU de Nancy-Brabois la première Unité Hospitalière Sécurisée Interrégionale (UHSI) de France.
- 2005 : entrée en vigueur du Protocole de Kyoto sur le changement climatique signé par 140 pays et imposant d'ici 2012 une réduction des émissions de gaz à effet de serre.
- 2016 : Odoxa et RTL s'associent pour lancer un dispositif de sondage sur l'actualité du sport[7].
- 2017 :
  - l'attentat du sanctuaire de La'l Shahbâz Qalandar fait une centaine de morts au Pakistan.
  - Le peuple suisse est consulté car le gouvernement envisage de donner aux radios régionales davantage d'autonomie à partir de 2020[8].
- 2019 : le pape François confirme au Vatican la réduction à l'état laïc du cardinal Theodore McCarrick accusé d'abus sexuels sur mineurs.
- 2020 : Olivier Véran devient le nouveau ministre français de la santé en plein début de pandémie de la covid19 atteignant le territoire national, y succédant à Agnès Buzyn devenue candidate de son mouvement à la mairie de Paris en remplacement de Benjamin Grivaux impliqué dans un scandale de mœurs.

## Naissances

### XIesiècle
- 1032 : Song Yingzong, empereur de Chine († 25 janvier 1067).
- 1075 : Orderic Vital, moine et historien normand († v. 1142).

### XIIIesiècle
- 1222 : Nichiren, moine japonais, fondateur du bouddhisme de Nichiren le 28 avril 1253 († 13 octobre 1282).

### XVesiècle
- 1497 : Philippe Mélanchthon, humaniste et réformateur allemand († 19 avril 1560).

### XVIesiècle
- 1514 : Georg Joachim Rheticus, astronome autrichien († 4 décembre 1574).
- 1519 : Gaspard II de Coligny, amiral de Henri II puis chef des Huguenots († 24 août 1572).
- 1543 : Kanō Eitoku, peintre japonais († 12 octobre 1590).

### XVIIesiècle
- 1614 : Christopher Merrett, médecin et naturaliste anglais († 16 août 1695).
- 1620 : Frédéric-Guillaume Ier de Brandebourg († 9 mai 1688).
- 1698 : Pierre Bouguer, physicien français inventeur de la photométrie († 15 août 1758).

### XVIIIesiècle
- 1727 : Nikolaus Joseph von Jacquin, autrichien scientifique († 24 octobre 1817).
- 1731 : Marcello Bacciarelli, peintre italien († 5 janvier 1818).
- 1761 : Jean-Charles Pichegru, général français († 5 avril 1804).
- 1774 : Pierre Rode, compositeur et violoniste († 25 novembre 1830).

### XIXesiècle
- 1804 : Karl Theodor Ernst von Siebold, physiologiste allemand († 7 avril 1885).
- 1818 : « El Salamanquino » (Julián Casas del Guijo dit), matador espagnol († 14 août 1882).
- 1821 : Heinrich Barth, explorateur allemand († 25 novembre 1865).
- 1822 : Sir Francis Galton, mathématicien, explorateur et biologiste britannique († 17 janvier 1911).
- 1824 : Peter Kozler, cartographe et géographe slovène († 16 avril 1879).
- 1826 : Joseph Victor von Scheffel, poète allemand († 9 avril 1886).
- 1831 : Nikolaï Leskov, écrivain russe († 5 mars 1895).
- 1834 : Ernst Haeckel, zoologiste et philosophe allemand († 8 août 1919).
- 1838 : Henry Adams, historien et nouvelliste américain († 27 mars 1918).
- 1842 : Nelson Baker, prêtre américain, vénérable († 29 juillet 1936).
- 1844 : James Guillaume, militant libertaire suisse, historien de l'Association internationale des Travailleurs († 20 novembre 1916).
- 1845 : François-Virgile Dubillard, cardinal français, archevêque de Chambéry († 1er décembre 1914).
- 1847 : Henry S. De Forest, homme politique américain († 13 février 1917).
- 1848 : Octave Mirbeau, journaliste, écrivain, et polémiste libertaire français († 16 février 1917).
- 1852 : Mary Ewing Outerbridge, joueuse de tennis américaine († 3 mai 1886).
- 1856 : Carlo Bugatti, décorateur spécialiste de l'Art nouveau († 31 mars 1940).
- 1866 : Vyacheslav Ivanov, poète russe († 16 juillet 1949).
- 1868 : Edward Sheriff Curtis, photographe ethnologue († 19 octobre 1952).
- 1876 :
  - Mack Swain, acteur et réalisateur américain († 25 août 1935).
  - George Macaulay Trevelyan, historien britannique († 21 juillet 1962).
- 1878 : 
  - Paul Delaunay, médecin, botaniste et historien français († 3 février 1958).
  - Léon Werth, romancier, critique et journaliste français († 13 décembre 1955).
- 1883 : Marie Noël, poétesse française († 23 décembre 1967).
- 1884 : Robert J. Flaherty, cinéaste américain († 23 juillet 1951).
- 1886 : Van Wyck Brooks, historien et critique américain († 2 mai 1963).
- 1887 : José Moreno Villa, poète et peintre espagnol († 25 avril 1955).
- 1893 :
  - Katharine Cornell, actrice américaine († 9 juin 1974).
  - Vsevolod Poudovkine, cinéaste soviétique († 30 juin 1953).
- 1900 : Jean Nohain voire Jaboune (Jean Legrand dit), animateur radio-télé et compositeur († 25 janvier 1981).

### XXesiècle

#### 1901-1950
- 1901 :
  - Wayne King (en), musicien, compositeur et chef d’orchestre américain († 16 juillet 1985).
  - Chester Morris, acteur américain († 11 septembre 1970).
- 1903 :
  - Edgar Bergen, ventriloque américain († 30 septembre 1978).
  - André Berthomieu, cinéaste français († 10 avril 1960).
  - Georges-Henri Lévesque, prêtre dominicain et sociologue québécois († 15 janvier 2000).
  - Beniamino Segre, mathématicien italien († 22 octobre 1977).
- 1907 : Jean Burger, résistant français, militant communiste, fondateur du groupe de résistance « Mario » († 3 avril 1945).
- 1909 :
  - Hugh Beaumont, acteur américain († 14 mai 1982).
  - Jeffrey Lynn, acteur américain († 24 novembre 1995).
  - Richard McDonald, pionnier américain du fast-food († 14 juillet 1998).
- 1910 : Robert Fletcher Shaw (en), ingénieur et administrateur canadien († 22 mars 2001).
- 1912 : Assia Noris, actrice italienne († 27 janvier 1998).
- 1913 : Guido Landra, anthropologue et théoricien du racisme italien († 14 décembre 1980).
- 1916 : 
  - Karl Brunner, économiste suisse († 9 mai 1989).
  - Bill Doggett, organiste et pianiste de rhythm and blues américain († 14 novembre 1996).
- 1919 : 
  - Georges Ulmer, compositeur et interprète français († 29 septembre 1989).
  - Jeanne Bohec, résistante française († 11 janvier 2010).
- 1921 : 
  - Margaret Ahern, dessinatrice et scénariste américaine de bande dessinée  († 27 août 1999).
  - Vera-Ellen, actrice américaine († 30 août 1981).
- 1922 : 
  - François Bernadi, écrivain, peintre et sculpteur français et catalan devenu centenaire († 27 juillet 2022).
  - Luigi Meneghello, universitaire, traducteur et écrivain italien († 26 juin 2007).
- 1925 : Carlos Paredes, guitariste virtuose et compositeur portugais († 23 juillet 2004).
- 1926 :
  - Margot Frank, sœur d'Anne Frank victimes des camps nazis († fin février 1945).
  - John Schlesinger, réalisateur britannique († 25 juillet 2003).
- 1927 : June Brown, actrice britannique († 3 avril 2022).
- 1928 : Eva-Ingeborg Scholz, actrice allemande († 21 mars 2022).
- 1929 : 
  - Gerhard Hanappi, joueur de foot autrichien († 23 août 1980).
  - Bernhard Luginbühl, sculpteur suisse († 19 février 2011).
- 1931 : Otis Blackwell, auteur et chanteur américain († 6 mai 2002).
- 1932 :
  - Aharon Appelfeld (אהרן אפלפלד en hébreu), romancier et poète israélien de langue hébraïque († 4 janvier 2018).
  - Ahmad Tejan Kabbah, homme politique sierra-leonais, président de Sierra Leone de 1996 à 2007 († 13 mars 2014).
  - Antonio Ordóñez, matador espagnol († 19 décembre 1998).
- 1933 : Yoshishige Yoshida, réalisateur, metteur en scène de théâtre et d'opéra, auteur et critique de la Nouvelle vague japonaise († 8 décembre 2022).
- 1935 : Sonny Bono (Salvatore Phillip Bono dit), chanteur, acteur et producteur américain, au congrès États-Unis de 1995 à 1998  († 5 janvier 1998).
- 1936 : 
  - Jill Kinmont Boothe (en), skieur américain († 9 février 2012).
  - Fernando E. Solanas (Fernando Ezequiel Solanas, alias Pino Solanas), cinéaste et homme politique argentin († 6 novembre 2020).
- 1937 :
  - Valentin Bondarenko, cosmonaute russe († 23 mars 1961).
  - Yuri Manin, mathématicien russe († 7 janvier 2023).
- 1938 :
  - John Corigliano, compositeur américain.
  - Barry Primus, acteur américain.
- 1939 : 
  - Sergio Bianchetto, coureur cycliste sur piste italien, double champion olympique.
  - Czesław Niemen, musicien polonais († 17 janvier 2004).
- 1941 : Kim Jong-il, homme politique nord-coréen, chef du gouvernement nord-coréen de 1994 à 2011 († 17 décembre 2011).
- 1943 : Bruno Roy, poète, essayiste, romancier et enseignant québécois († 6 janvier 2010).
- 1944 : Richard Ford, romancier américain.
- 1945 : Jeremy Bulloch, acteur britannique († 17 décembre 2020).
- 1946 : Aleksandr Shaparenko, kayakiste ukrainien champion olympique.
- 1947 : Jean-Pierre Perreault, chorégraphe québécois († 4 décembre 2002).
- 1948 : Andy Van Hellemond, arbitre de hockey sur glace canadien.
- 1949 : 
  - Marc de Jonge, acteur français († 10 mars 1996).
  - Lyn Paul (en), chanteuse et actrice britannique du groupe The New Seekers.
- 1950 : Peter Hain, homme politique britannique.

#### 1951-2000
- 1951 : William Katt, acteur américain.
- 1952 :
  - Barry Foote (en), joueur de baseball professionnel américain.
  - James Ingram, chanteur américain († 29 janvier 2019).
- 1953 : Lanny McDonald, joueur de hockey sur glace canadien.
- 1954 :
  - Iain Banks, auteur britannique († 9 juin 2013).
  - Margaux Hemingway, actrice et modèle américaine, petite-fille du romancier Ernest Hemingway († 1er juillet 1996).
  - Maria Ștefan, kayakiste roumaine championne olympique.
  - Julie Vincent, actrice québécoise.
- 1955 : Pierre Durand, cavalier français champion olympique.
- 1957 : LeVar Burton, acteur américain.
- 1958 :
  - Lisa Loring, actrice américaine
  - Oscar Schmidt, basketteur brésilien.
  - Ice-T (Tracy Lauren Marrow dit), auteur, acteur, rappeur et chanteur américain du groupe Body Count.
- 1959 :
  - John McEnroe, joueur de tennis américain.
  - Tony Simms, basketteur canadien.
- 1960 : Pete Willis, guitariste britannique du groupe Def Leppard.
- 1961 : 
  - Andy Taylor, guitariste britannique du groupe Duran Duran.
  - Marcos Soares, skipper brésilien champion olympique.
- 1962 : Lars Knudsen, cryptologue danois.
- 1963 : Pierre Guichot, escrimeur français médaillé olympique.
- 1964 :
  - Bebeto (José Roberto Gama de Oliveira dit), joueur brésilien de football.
  - Christopher Eccleston, acteur britannique.
  - Max Morinière, athlète français, spécialiste du sprint.
  - Valentina Yegorova, marathonienne russe championne olympique.
- 1965 :
  - Dave Lombardo, batteur cubain.
  - Valérie Trierweiler née Massonneau, journaliste française.
- 1968 : Warren Ellis, auteur de bande dessinée.
- 1969 : Fermín Cacho, athlète espagnol spécialiste du demi-fond, champion olympique.
- 1970 :
  - Jean-Claude Lalumière, romancier français.
  - Armand van Helden, disc jockey américain.
  - Thomas Poulsen, rameur d'aviron danois, champion olympique.
- 1972 : Jerome Bettis, joueur américain de football.
- 1973 : Cathy Freeman, athlète australienne.
- 1974 : Tomasz Kucharski, rameur d'aviron polonais, champion olympique.
- 1975 :
  - Nanase Aikawa, chanteur japonais.
  - Pascal Bérubé, homme politique québécois.
- 1976 : Kyô, chanteur japonais du groupe Dir en grey.
- 1978 :
  - Alexandre Beaudoin, scientifique québécois.
  - Tia Hellebaut, athlète belge.
- 1979 :
  - Valentino Rossi, pilote de moto italien.
- 1980 :
  - Géraldine Nakache, actrice et réalisatrice française.
  - Sergueï Nazarenko, footballeur ukrainien.
- 1981 : Qyntel Woods, basketteur américain.
- 1982 :
  - Milica Dabović, basketteuse serbe.
  - Lupe Fiasco, rappeur américain.
- 1983 : Tuomo Ruutu, hockeyeur sur glace finlandais.
- 1984 :
  - Miloš Dimitrijević, footballeur serbo-français.
  - Oussama Mellouli, nageur de fond et en eau libre tunisien.
- 1985 : Amos Cincir, journaliste haïtien.
- 1986 : 
  - Diego Godín, footballeur uruguayen.
  - Shawne Williams, basketteur américain.
  - Nevin Yanıt, athlète de haies turque.
- 1987 :
  - Luc Bourdon, joueur de hockey sur glace canadien († 29 mai 2008).
  - Lehann Fourie, athlète de sprint et de haies sud-africain.
  - Hasheem Thabeet, basketteur tanzanien.
- 1989 : Elizabeth Olsen, actrice américaine.
- 1990 :
  - Bilal Moumen, footballeur algérien.
  - Mamadou Samassa, footballeur malien.
  - The Weeknd (Abel Mekonnen Tesfaye dit), chanteur de RnB canadien.
- 1991 :
  - Sergio Canales, footballeur espagnol.
  - Greggmar Swift, athlète de haies barbadien.
- 1992 : Damien Cardace, joueur de rugby à XIII français.
- 1993 : 
  - Lucas Silva, footballeur brésilien.
  - Yukika Teramoto chanteuse et actrice japonaise.
- 1994 : Benash, rappeur français d'origine camerounaise.

### XXIesiècle
- 2000 : Amine Gouiri, footballeur français.
- 2007 : Stacey Fru, autrice sud-africaine.

## Décès

### XIIIesiècle
- 1270: Otto von Lutterberg, grand maître de l'ordre de Livonie (° inconnue)
- 1279 : Alphonse III de Portugal, roi du Portugal (° 5 mai 1210).

### XIVesiècle
- 1391 : Jean V Paléologue, empereur de Byzance (° 18 juin 1332).

### XVIesiècle
- 1531 : Johannes Stöffler, mathématicien et astronome allemand (° 10 décembre 1452).
- 1560 : Jean du Bellay, cardinal et diplomate français (° 1492 / 1498).

### XVIIesiècle
- 1665 : Stefan Czarniecki, général polonais (° 1599).

### XVIIIesiècle
- 1710 : Esprit Fléchier, prêtre et écrivain français (° 10 juin 1632).
- 1754 : Richard Mead, physicien britannique (° 11 août 1763).

### XIXesiècle
- 1819 : Honoré IV de Monaco, prince souverain de Monaco de 1814 à 1819 (° 17 mai 1758).
- 1829 : François-Joseph Gossec, compositeur français (° 17 janvier 1734).
- 1886 : Albert Küchler, peintre danois (° 2 mai 1803).
- 1895 : Raymond Adolphe Séré de Rivières, militaire français, surnommé Le Vauban du XIXe siècle (° 20 mai 1815).
- 1899 : Félix Faure, président de la République française (° 30 janvier 1841).

### XXesiècle
- 1902 : Luigi Capello, peintre italien actif au Québec (° 2 janvier 1843)
- 1905 : Cesare Dell'Acqua, peintre italien (° 22 juillet 1821).
- 1907 : Giosuè Carducci, poète, prix Nobel de littérature en 1906 (° 27 juillet 1835).
- 1912 : Nikolai Kasatkin, saint orthodoxe (° 13 août 1836).
- 1913 : Camila Rolón, religieuse argentine fondatrice de la congrégation des Sœurs pauvres de Saint Joseph (° 18 juillet 1842).
- 1917 : Octave Mirbeau, écrivain français juré de l'Académie Goncourt (° 16 février 1848).
- 1930 : Anatoli Brandoukov, violoncelliste russe (° 6 janvier 1859).
- 1932 : Ferdinand Buisson, militant des droits humains, prix Nobel de la paix en 1927 (° 20 décembre 1841).
- 1938 : Léon Sedov, révolutionnaire russe, fils de Léon Trotsky (° 24 février 1906).
- 1947 : Alexandre Varenne, homme politique français (° 3 octobre 1870).
- 1949 : Umberto Brunelleschi, peintre, illustrateur et affichiste italien (° 21 juin 1879).
- 1956 : Meghnad Saha, astrophysicien indien (° 6 octobre 1893).
- 1957 : Josef Hofmann, pianiste polonais naturalisé américain (° 20 janvier 1876).
- 1960 : Adolphe Beaufrère, peintre et graveur français (° 24 mars 1876).
- 1967 : Smiley Burnette, acteur et compositeur américain (° 18 mars 1911).
- 1970 : Francis Peyton Rous, médecin américain, prix Nobel de médecine 1966 (° 5 octobre 1879).
- 1977 : 
  - André Gardère, escrimeur français (° 8 mai 1913).
  - Rózsa Péter, mathématicienne hongroise (° 17 février 1905).
- 1980 : Erich Hückel, physicien allemand (° 9 août 1896).
- 1988 : Jean Carignan, violoneux québécois (° 7 décembre 1916).
- 1990 : Keith Haring, artiste américain (° 4 mai 1958).
- 1992 :
  - Angela Carter, romancière et journaliste anglaise (° 8 mai 1940).
  - Jânio da Silva Quadros, ancien président du Brésil en 1961 (° 25 janvier 1917).
- 1994 : François Marty, cardinal français, archevêque de Paris de 1968 à 1981 (° 18 mai 1904).
- 1996 :
  - Roberto Aizenberg, peintre et sculpteur argentin (° 22 août 1928).
  - Roger Bowen, acteur américain (° 25 mai 1932).
  - Pat Brown, homme politique américain (° 21 avril 1905).
  - Brownie McGhee, guitariste et chanteur de blues américain (° 30 novembre 1915).
  - Gérard Spitzer, homme politique français (° 6 mars 1927).
- 1997 : Jack Wilson, rameur d'aviron britannique (° 17 septembre 1914).
- 1998 :
  - Roger Courbatère, homme politique français (° 9 mai 1905).
  - Harry Hinsley, mathématicien, historien et cryptanalyste britannique (° 26 novembre 1918).
  - Fernando Abril Martorell, homme politique espagnol (° 31 août 1936).
  - Yuan-Dong Sheu, économiste chinois, président de la Banque centrale de la République de Chine de 1995 à 1998 (° 22 mai 1927).
- 2000 : Lila Kedrova, actrice russe (° 9 octobre 1918).

### XXIesiècle
- 2001 :
  - Howard W. Koch, producteur de cinéma américain (° 11 avril 1916).
  - William Masters, sexologue américain (° 27 décembre 1915).
- 2002 :
  - John W. Gardner, homme politique américain (° 8 octobre 1912).
  - Raymond Lacombe, agriculteur et syndicaliste français (° 28 novembre 1929).
  - Marius Paré, évêque catholique québécois (° 22 mai 1903).
  - Walter Winterbottom, footballeur anglais (° 31 janvier 1913).
- 2004 :
  - Christine Ponsard, écrivaine, scénariste de bande dessinée (° 20 avril 1956).
  - Doris Troy, chanteuse et compositrice américaine (° 6 janvier 1937).
- 2005 :
  - Michael Aikman, rameur d'aviron australien (° 9 septembre 1933).
  - Hans von Blixen-Finecke, cavalier de concours complet suédois (° 20 juin 1916).
  - Nicole DeHuff, actrice américaine (° 6 janvier 1975).
  - Narriman Sadek, reine d'Égypte et du soudan (° 31 octobre 1933).
  - Marcello Viotti, chef d'orchestre suisse (° 29 juin 1954).
  - Gerry Wolff, acteur allemand (° 23 juin 1920).
- 2009 : Stephen Kim Sou-hwan, cardinal sud-coréen, archevêque émérite de Séoul (° 8 mai 1922).
- 2012 :
  - Gary Carter, receveur de baseball américain (° 8 avril 1954).
  - Sir Baddeley Devesi, premier gouverneur général des îles Salomon (° 16 octobre 1941).
  - Anthony Shadid, journaliste américain, correspondant de guerre (° 26 septembre 1968).
  - Ethel Stark, violoniste québécoise (° 25 août 1916).
- 2013 :
  - Eric Ericson, chef de chœur suédois (° 26 octobre 1918).
  - Tony Sheridan, guitariste et chanteur anglais (° 21 mai 1940).
- 2016 : Boutros Boutros-Ghali, diplomate égyptien, secrétaire général des Nations unies (° 14 novembre 1922).
- 2017 :
  - Josef Augusta, hockeyeur sur glace et entraîneur tchécoslovaque puis tchèque (° 24 novembre 1946).
  - Richard Pankhurst, historien britannique (° 3 décembre 1927).
  - Maurice Vander (Vanderschueren), pianiste de jazz français, collaborateur de Claude Nougaro et d'autres jazzmen (° 11 juin 1929).
- 2019 :
  - Bruno Ganz, acteur suisse (° 22 mars 1941).
  - Serge Merlin (Serge Merle dit), comédien français (° 29 décembre 1932).
  - Charles Mungoshi, écrivain zimbabwéen (° 2 décembre 1947).
  - Li Rui, homme politique chinois (° 13 avril 1917).
- 2020 : 
  - Graeme Allwright, chanteur auteur-compositeur-interprète franco-néo-zélandais (° 7 novembre 1926).
  - Erickson Le Zulu (Ngoyi Éric Bosiki), ex-disc-jockey (DJ) et chanteur ivoirien originaire de la RDC (° 2 novembre 1977).
  - Larry Tesler (Lawrence G. Tesler), informaticien américain spécialiste des interactions homme-machine, créateur du copier-coller (° 24 avril 1945).
- 2021 : 
  - Tonton David (David Grammont dit), chanteur français de reggae (° 12 octobre 1967).
  - Sleiman Traboulsi, homme politique et magistrat libanais (° ?).
- 2022 : 
  - Ba Ge, acteur taïwanais (° 4 juillet 1954).
  - Cristina Calderón, chanteuse, écrivaine, militante culturelle, artisane, ethnographe et lexicographe chilienne (° 24 mai 1928).
  - Michel Deguy, poète, traducteur et essayiste français (° 23 mai 1930).
  - Gail Halvorsen, colonel américain (° 10 octobre 1920).
  - Andrei Lopatov, basketteur soviétique puis russe (° 12 mars 1957).
  - Luigi de Magistris, cardinal italien (° 23 février 1926).
  - Didier-Léon Marchand, évêque catholique français, évêque émérite (° 1er novembre 1925).
- 2023 : 
  - Tulsidas Balaram, footballeur international indien (° 4 octobre 1937).
  - Michel Deville, scénariste et réalisateur français (° 13 avril 1931).
  - Gunnar Heinsohn, sociologue, économiste et professeur émérite allemand (° 21 novembre 1943).
  - Chuck Jackson, chanteur de rhythm and blues américain (° 22 juillet 1937).
  - Charles Knode, costumier américain (° 1942).
  - Maon Kurosaki, chanteuse japonaise (° 13 janvier 1988).
  - Tim Lobinger, athlète de saut à la perche allemand (° 3 septembre 1972).
  - Tony Marshall, chanteur de schlager et d'opéra allemand (° 3 février 1938).
  - Yvette Monginou, athlète de sprint française (° 16 mai 1927).
  - Alberto Radius, guitariste, chanteur et producteur de musique italien (° 1er juin 1942).
  - Hank Skinner, criminel américain (° 4 avril 1962).
- 2024 : 
  - Alain Cribier, cardiologue français (° 25 janvier 1945).
  - José Gotovitch, historien et universitaire belge (° 12 avril 1942).
  - Dmitry Markov, travailleur social, photographe documentaire et journaliste russe (° 23 avril 1982).
  - Alexeï Navalny, avocat, militant anti-corruption, homme politique et prisonnier politique russe (° 4 juin 1976).
  - Jorge Toro, footballeur international chilien (° 10 janvier 1939).

## Célébrations
- Date possible pour le début du nouvel an asiatique, entre 20 janvier et 20 février au gré de la Lune.

- France : cérémonie annuelle d'hommage aux personnels de la gendarmerie décédés victimes du devoir[9], au jour anniversaire de la promulgation de la loi de 1791 portant création de la gendarmerie nationale.
- Lituanie : fête nationale d'anniversaire de l'indépendance proclamée en 1918 ( voir aussi 11 mars).

- Post-fêtes religieuses romaines du 13 au 15 février : jour possible pour Mardi-Gras (comme en 2021), fin du Carnaval commencé dès début janvier de l'Épiphanie chrétienne lato sensu ou lors du dimanche-gras stricto sensu.

### Saints des Églises chrétiennes

#### Saints des Églises catholiques et orthodoxes
Saints catholiques et orthodoxes :
- Armentaire d'Antibes († 451), 1er évêque d'Antibes.
- Élie de Césarée († 312), et ses compagnons, martyrs à Césarée de Palestine.
- Honest (Honestus en latin, † 270, né au même IIIe siècle), disciple de saint Saturnin de Toulouse, originaire de Nîmes, martyr à Pampelune.
- Julienne de Nicomédie († IVe siècle), vierge et martyre à Nicomédie - date de fête en Occident - fêté le 21 décembre en Orient.
- Lucile de Carthage († IVe siècle), martyre à Carthage.
- Marie la Nouvelle († IXe siècle), Laïque de Constantinople.
- Maruthas († 420), évêque de Silvan ou Martyropolis.
- Pamphile de Césarée († 309), et ses compagnons, martyrs à Césarée de Palestine.
- Siméon de Metz († IVe siècle), 7e évêque de Metz.
- Tétrade de Bourges († 506), 16e archevêque de Bourges.

#### Saints et bienheureux des Églises catholiques
Saints et béatifiés :
- Isabel Sánchez Romero († 1937), bienheureuse moniale dominicaine espagnole morte martyre lors de la guerre civile espagnole.
- Joseph Allamano († 1926),  bienheureux prêtre italien recteur du sanctuaire de la Consolata, fondateur des missionnaires de la Consolata.
- Mariano Arciero (it) († 1788), bienheureux prêtre italien.
- Nicolas Paglia († 1255), bienheureux religieux dominicain italien et l'un des premiers compagnons de saint Dominique.
- Philippa Mareri († 1236), bienheureuse religieuse italienne fondatrice des franciscaines de Borgo San Pietro.

#### Saints orthodoxes, aux dates parfois"juliennes"ou orientales
Saints des Églises orthodoxes :
- Flavien (IVe siècle), Flavien l'Ermite.
- Flavien († 449 ou 451), Flavien de Constantinople, patriarche malmené lors du brigandage d'Éphèse, fêté le 17 février par les catholiques.
- Macaire de Moscou († 1926), Métropolite de Moscou puis de l'Altai.

### Prénoms du jour[Où?]
Bonne fête aux Julienne et ses variantes : Giliane, Gilianne, Gillian, Gilliane, Gillianne, Juliana, Juliane, Julianie, Julianna, Julianne, Julienna (voir saint-Julien).
Et aussi aux :
- Honest, Honestus, Honnête (?), Onesto, etc.
- Lucile et Lucille (voir Lucie et variantes les 13 décembre),
- Pamphile et ses variantes : Pam, Pama, Pamela, Paméla[12]' Pamelia, Pamélie, Pamella, Pamila, Pamula, etc.

## Traditions et superstitions

### Dictons[Où?]
- « À la Sainte-Julienne, faut toujours que le soleil vienne ; s'il luit peu, bon pour les bœufs, s'il luit prou, c'est un bon août. »[13]
- « S'il neige à la saint Onésime, la récolte est à l'abîme. »[réf. souhaitée]

### Astrologie
- Signe du zodiaque : 27e jour du signe astrologique du Verseau.

## Toponymie
- Les noms de plusieurs voies, places, sites ou édifices de pays ou régions francophones contiennent cette date sous diverses graphies : voir Seize-Février .